# Słowianie (zespół muzyczny)
Słowianie – polski zespół bigbitowy założony na początku 1966 roku w Lublinie. Zakończył swoją działalność w grudniu 1969 roku.

## Historia
Formacja powstała z połączenia dwóch lubelskich grup: Kontiki i Kozły. Nazwa „Słowianie” nawiązywała do nazwy zespołu Polanie, który był gwiazdą Wojewódzkiego Przeglądu Zespołów Instrumentalno-Wokalnych w Chełmie, na którym to festiwalu obydwie grupy wystąpiły. Pierwszy skład zespołu tworzyli: Marek Mrówczyński (lider; gitara), Krzysztof Dobrzański (śpiew, gitara), Wojciech Mylius (gitara), Wiesław Porczak (śpiew, gitara basowa), Henryk Mazurek (perkusja, śpiew). Po pewnym czasie do grupy dołączył Ryszard Siwiec (saksofon). Jej akustykiem był elektronik Krzysztof Duński (ówczesny pracownik Poczty Polskiej). 
Zespół działał przy klubie „Łączność” – na terenie Poczty Głównej w Lublinie. Słowianie wykonywali przeboje polskich i zagranicznych zespołów bigbitowych. Na początku 1967 roku po raz pierwszy zmienił się skład, a także rodzaj wykonywanej muzyki. Z formacją rozstali się: Mazurek i Mylius, który wyjechał za granicę. Miejsce tego pierwszego za zestawem perkusyjnym zajął Zbigniew Kitliński, dołączył także Janusz Kozłowski (instrumenty klawiszowe), który objął kierownictwo muzyczne zespołu i z myślą o jego rozwoju komponował ambitne utwory własnego autorstwa, takie jak m.in.: My Słowianie, Dokąd pędzi czas, czy Posłuchaj, do słów Wiesława Porczaka. Propozycje muzyczne klawiszowca otworzyły lubelskiej formacji drogę do udziału w ogólnopolskich festiwalach, gdzie na podium zajmowała miejsca w pierwszej piątce. 
Słowianie zajęli: III miejsce na Ogólnopolskim Przeglądzie Zespołów Wokalno-Instrumentalnych i Piosenkarzy w Tychach-Łaziskach (17-19.03.1967), III miejsce na Ogólnopolskim Przeglądzie Zespołów Muzycznych w Zamościu (13.05.1967), I miejsce na Ogólnopolskim Przeglądzie Zespołów Wokalno-Muzycznych w Katowicach (1968), I miejsce na Festiwalu Muzyki Młodych Talentów „Wiosna '68” w Tarnowie, wystąpili także w Telewizyjnym Ekranie Młodych. Po festiwalu w Tarnowie do grupy dołączyli: wokaliści - Grigori Antonesku i Wasyl Michaj oraz gitarzysta Stefan Gliniak. Zaś po Festiwalu Muzycznym Zamość '69, gdzie lubelska formacja zajęła III miejsce, doszło do kolejnych roszad personalnych, a więc do połączenia sił z muzykami zespołu Truwerzy (zajęli IV miejsce w Zamościu). 
Powstał wówczas nowy skład Słowian, który tworzyli: Marek Domański (kierownik muzyczny i autor tekstów; instrumenty klawiszowe, śpiew), Janusz Karpiński (skrzypce, śpiew), S. Gliniak (gitara), M. Mrówczyński (gitara basowa, śpiew) i Z. Kitliński (perkusja, śpiew). Zespół przenosi się do klubu „Azory”, który mieścił się przy Spółdzielczym Domu Kultury im. 20-lecia PRL w Lublinie, zaś nowym akustykiem grupy zostaje Adam Stefaniak. We wrześniu 1969 roku na Ogólnopolskim Przeglądzie CRZZ w Przemyślu, Słowianie wykonali anonimową pieśń polską z XV wieku pt. Chwała Tobie Gospodzinie, co dało im II nagrodę – zdobyli także sympatię publiczności. Jeszcze większy sukces w dziejach lubelskiej formacji przyniósł mu IV Ogólnopolski Przegląd Zespołów Amatorskich i Piosenkarzy w Jeleniej Górze (12-19.10.1969). 
Słowianie zdobyli na tym festiwalu Nagrodę specjalną, co dało grupie możliwość startu na zawodowej estradzie ogólnopolskiej. Jednakże propozycja dyrektora Estrady Gdańskiej, Jerzego Kosińskiego nie mogła zostać zrealizowana ze względu na to, że zespół nie posiadał własnych instrumentów oraz nagłośnienia. Miał także nieuregulowany stosunek jego członków do służby wojskowej. Zaproszenie lubelskiej formacji do udziału w VIII KFPP Opole'70 zaowocowało trzema nowymi nagraniami, zarejestrowanymi w Polskim Radiu Lublin, a mianowicie: I trochę nutek Chopina, Przyszłaś do mnie, Zapłakany świat. W nagraniach uczestniczył nowy basista Wojciech Olender, który zastąpił odchodzącego do wojska Mrówczyńskiego. Słowianie rozpadli się w grudniu 1969 roku.
Ryszard Siwiec w latach 1970-1971 był perkusistą grupy pod nazwą Stowarzyszenie Cnót Wszelakich, która wkrótce zaczęła przekształcać się w Budkę Suflera, zaś klawiszowiec Janusz Kozłowski i perkusista Zbigniew Kitliński w różnych okresach zasilili lubelską formację Minstrele. Z końcem września 1970 roku Kitliński wyjechał z Lublina na studia muzyczne do Warszawy i tam związał się ze środowiskiem jazzowym, współtworząc m.in. formację Jazz Carriers.